# 海礁島
座標: 北緯30度44分6秒 東経123度9分24秒 / 北緯30.73500度 東経123.15667度

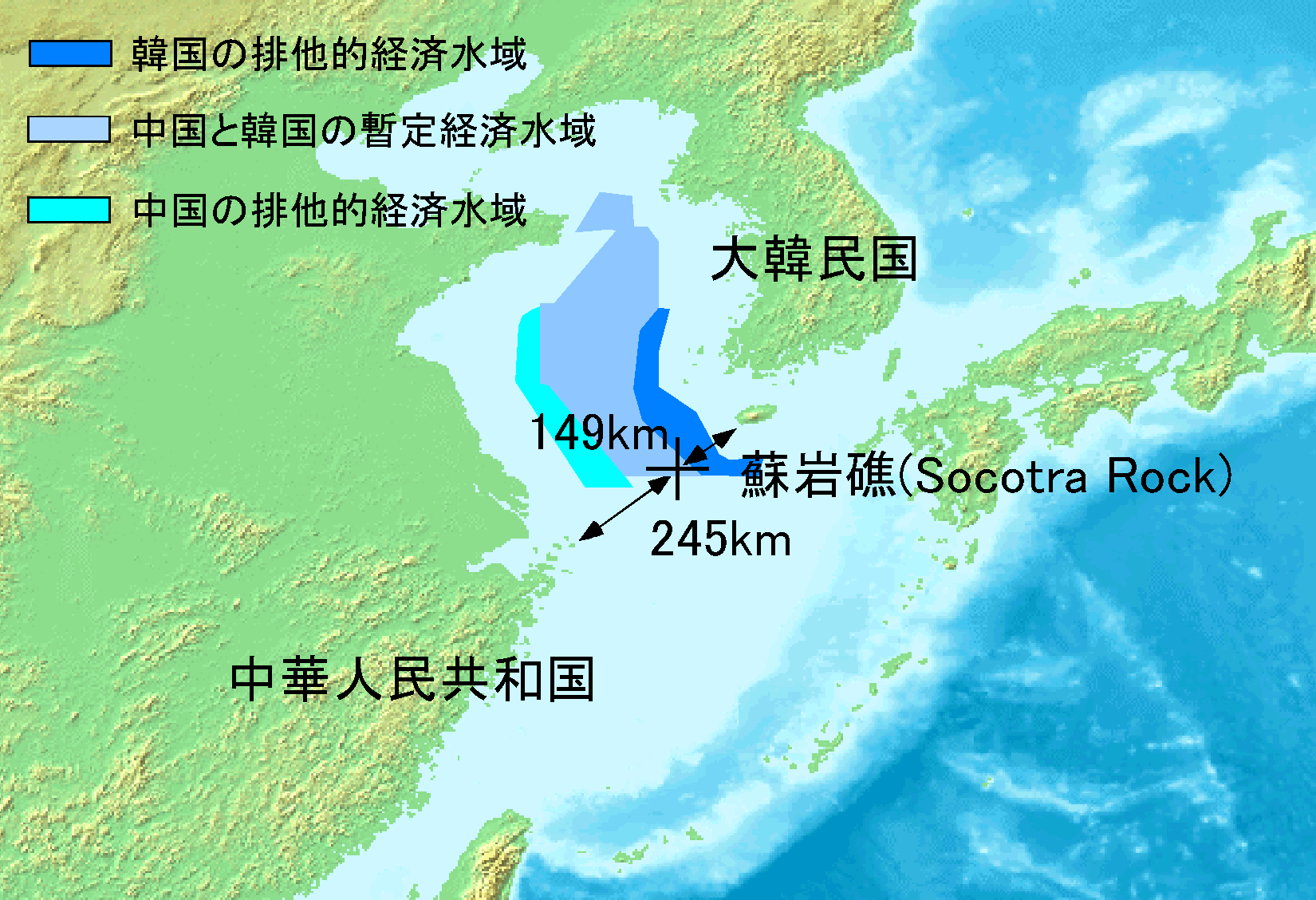
海礁島と蘇岩礁の位置関係

海礁島（かいしょうとう、ピンイン：Hǎijiāo dǎo）は、中華人民共和国浙江省舟山市嵊泗県所属の岩島で、東シナ海にある舟山群島を形成するうちの1つ。別名童島とも。上海市の東に位置し、蘇岩礁（ソコトラロック）とは245キロの距離にある。